# Буря над джентри
Буря над джентри (англ. Storm over the gentry) — крупная историографическая дискуссия среди британских ученых в 1940-х и 1950-х годах относительно роли джентри в развязывании Гражданской войны в Англии в XVII веке.
Историк-экономист Ричард Генри Тоуни предположил в 1941 году, что в XVI—XVII веках джентри переживали серьёзный экономический кризис, и что этот быстро растущий класс дворянства требовал больше власти. Когда аристократия оказала сопротивление, утверждал Тоуни, дворяне начали гражданскую войну.
Лоуренс Стоун в статье 1948 года, в поддержку тезиса коллеги представил статистические данные. Однако из-за методологических ошибок он подвергся резкой критике со стороны Хью Тревора-Ропера и других. Тревор-Ропер утверждал, что джентри приходили в упадок, и поэтому пытались улучшить свое состояние с помощью законов и судов. Кристофер Томпсон в совей работе показал, что реальный доход пэров в 1602 году был выше, чем в 1534 году, и существенно вырос к 1641 году. Многие другие ученые вступили в дискуссию, проведя много ценных исследований. В 1600 году доходы английских джентри значительно превышали доходы пэров, епископов и зажиточных йоменов вместе взятых. Именно джентри наиболее активно выступали на рынке в качестве покупателей коронных земель и владений оскудевшей знати. Из общего количества земли, проданной в 1625—1634 годов, на сумму в 234 437 фунтов стерлингов, рыцари и джентльмены купили больше половины. Если землевладения короны с 1561 по 1640 годы уменьшились на 75 %, а пэров — более чем наполовину, то джентри, наоборот, увеличили владения почти на 20 %.
Американский ученый Дж. Х. Хекстер разработал концепцию, которая почти положила конец дебатам. Согласно ей, ни подъём, ни упадок джентри не могут объяснить гражданскую войну; такие теории могли объяснить только преднамеренную революцию, которой не произошло.